# HR 4699
Désignations
HR 4699, également désignée HD 107418, est une étoile géante de la constellation du Corbeau. D'une magnitude apparente de 5,14, elle est visible à l'œil nu comme une pâle étoile orangée.

## Environnement stellaire
HR 4699 présente une parallaxe annuelle de 16,21 ± 0,29 mas mesurée par le satellite Hipparcos, ce qui permet d'en déduire qu'elle est distante de 201 ± 4 a.l. (∼ 61,6 pc) de la Terre. L'étoile s'éloigne du Système solaire à une vitesse radiale de +14,6 km/s, après s'en être rapprochée jusqu'à une distance d'environ 13,82 pc (∼45,1 al) il y a quatre millions d'années.
Il s'agit d'une étoile solitaire, qui ne possède pas de compagnon qui lui serait physiquement associé. Les catalogues d'étoiles doubles et multiples lui recensent cependant un compagnon optique, qui est une étoile de magnitude 13,5. En date de 2012 elle était localisée à un angle de position de 308° et à une distance angulaire de 47,5 secondes d'arc de HR 4699.

## Propriétés
HR 4699 est une étoile géante orangée de type spectral K0III, ce qui fait d'elle une étoile vieillissante ayant épuisé les réserves en hydrogène qui étaient contenu dans son noyau, puis qui s'est étendue et refroidie. Elle est ainsi devenue dix fois plus grande que le Soleil. Elle est âgée de près de deux milliards d'années et elle est 1,76 fois plus massive que le Soleil. L'étoile est 43 fois plus lumineuse que l'étoile du Système solaire et sa température de surface est de 4 707 K.
HR 4699 est une variable suspectée, dont la luminosité semble varier avec une amplitude de 0,03 magnitude.